# Talvin Singh – Back To Mine
A Talvin Singh – Back To Mine egy remix CD Talvin Singh-től; ez a nyolcadik lemez a Back To Mine sorozatban. 2001-ben jelent meg.

## Számok
1. Weather Storm – Craig Armstrong
2. Dance – Michael Brook, U. Srinivas
3. Song of Sand II [Coastal Warning Mix] – Nils Petter Molvær
4. Delta – Higher Intelligence Agency
5. Cave of Angels – Dreadzone
6. Kabhi Unke Milan Ke Asha Ne – Swati Natekar
7. Om – Trilok Gurtu
8. Lost Blue Heaven – Photek
9. Kalpa Taru (Tree of Wishes) – TUU
10. Monsoon – Vibrasphere
11. Mali Dje – Ali Farka Toure
12. W30 – Dub Tractor
13. After [At Jazz Remix] – dZihan & Kamien
14. Mustt Mustt [Massive Attack Remix] – Nusrat Fateh Ali Khan